# کورتیس مک‌مالن
کورتیس تریسی مک‌مولن (انگلیسی: Curtis Tracy McMullen؛ زادهٔ ۲۱ مهٔ ۱۹۵۸ در برکلی، کالیفرنیا) یک دانشمند در زمینه توپولوژی اهل ایالات متحده آمریکا است.

## زندگی و کارنامه
مک‌مالن در سال ۱۹۸۵ در نزد دنیس سالیوان در زمینه توپولوژی درجه دکتری را به دست آورد. وی به عنوان پژوهشگر دوره پسادکتری در مؤسسه تکنولوژی ماساچوست به کار پرداخت و در سال ۱۹۸۷ به استادیاری و در سال ۱۹۹۰ به استادی تمام در دانشگاه پرینستون رسید و در همان سال به دانشگاه برکلی رفت. در سال ۱۹۹۸ دوباره به دانشگاه محل تحصیلش هاروارد رفت. وی همچنین در سال ۲۰۰۱ در مؤسسه ریاضیات ماکس پلانک در بُن نیز کار کرد.
مک‌مالن دارای دستاوردهای بسیاری در زمینه نظریه تایشمولر، فضاهای پیمانه‌ای و دینامیک آن‌ها می‌باشد. او اثبات‌های تازه‌ای از قضایایی از سالیوان دربارهٔ دینامیک مختلط و ویلیام ترستون در زمینه خمینه‌های سه بُعدی هذلولوی ارئه کرده‌است.
به خاطر این دستاوردها، مک‌مالن در سال ۱۹۹۸ برنده مدال فیلدز شد. وی استاد راهنمای مریم میرزاخانی در مقطع دکتری دانشگاه هاروارد بوده‌است. تینا ترکمان دیگر شاگرد ایرانی او در دوره دکتری دانشگاه هاروارد بوده است.